# Meyer Rock
Meyer Rock är en klippa i Heard- och McDonaldöarna (Australien). Den ligger cirka 2 km nordväst om McDonald Island.